# Giovanna Tortora
Giovanna Tortora (Acerra, 6 aprile 1965) è un'ex judoka italiana.

## Biografia
Nata ad Acerra (NA), nel 1965, ha sempre gareggiato nella classe minore di peso, i 48 kg.
Nel 1990 ha ottenuto la prima medaglia internazionale, vincendo il bronzo agli Europei di Francoforte sul Meno. Ha ripetuto questo risultato nei due anni successivi, a Praga 1991 e Parigi 1992.
A 27 anni ha partecipato ai Giochi olimpici di Barcellona 1992, i primi con gare di judo al femminile, terminando al 9º posto, sconfitta ai quarti di finale.
Nel 1993 ha vinto la medaglia di bronzo ai Mondiali di Hamilton.
3 anni dopo ha conquistato il quarto bronzo europeo, a L'Aia 1996, e ha preso parte di nuovo alle Olimpiadi, quelle di Atlanta 1996, dove è uscita ai quarti di finale del tabellone principale, battuta dalla giapponese Ryōko Tamura, poi argento, e ai quarti del ripescaggio, sconfitta dalla bielorussa Taccjana Maskvina.

## Palmarès

### Campionati mondiali
- 1 medaglia:
  - 1 bronzo (48 kg a Hamilton 1993)

### Campionati europei
- 4 medaglie:
  - 4 bronzi (48 kg a Francoforte sul Meno 1990, 48 kg a Praga 1991, 48 kg a Parigi 1992, 48 kg a L'Aia 1996)